# Matochino
Matochino (ros. Матохино) – wieś (ros. деревня, trb. dieriewnia) w zachodniej Rosji, w sielsowiecie bobrowskim rejonu rylskiego w obwodzie kurskim.

## Geografia
Miejscowość położona jest nad rzeką Ryło, 2 km od centrum administracyjnego sielsowietu bobrowskiego (Kuliga), 10 km od centrum administracyjnego rejonu (Rylsk), 116 km od Kurska.
W granicach miejscowości znajdują się 23 posesje.

## Demografia
W 2010 r. miejscowość zamieszkiwało 20 osób.